# Pseudaphrophora
Pseudaphrophora is een geslacht van halfvleugeligen uit de familie Aphrophoridae. De wetenschappelijke naam van dit geslacht is voor het eerst geldig gepubliceerd in 1924 door Schmidt.

## Soorten
Het geslacht Pseudaphrophora omvat de volgende soorten:
- Pseudaphrophora chilensis Schmidt, 1924
- Pseudaphrophora duseni (Haglund, 1899)